# 404
404 (CDIV) var ett skottår som började en fredag i den julianska kalendern.

## Händelser

### Januari
- 1 januari – De sista gladiatorspelen hålls i Rom.

### Okänt datum
- Domen i Ravenna byggs av hela stadens befolkning.
- Johannes Chrysostomos avsätts igen och Atticus blir patriark av Konstantinopel.
- Gwanggaeto den store av Goguryeo invaderar Liaodong och erövrar hela Liaodonghalvön.
- Den ursprungliga Hagia Sofia bränns ned av en uppretad folkmassa.

## Avlidna
- Februari – Flavian I, patriark av Antiochia.
- 6 oktober – Aelia Eudoxia, kejsarinna, gift med den östromerske kejsaren Arcadius.
- Claudius Claudianus, hovpoet för kejsar Honorius och Stilicho.
- Telemachos, matyr.